# حسان بن أبي سنان
حسان بن أبي سنان(60- 180هـ/ 680- 796م) أحد التابعين، مترجم كان يكتب بالعربية والسريانية والفارسية أحد التابعين، وقد ذكره علي بن سعيد العسكري، وروى عن الحسن بن عرفة عن عمر بن حفص العبدي، عن الهيثم بن حكيم، عن أبي عاصم الحبطي، عن حسان ابن أبي سنان، قال: «طالب العلم بين الجهال كالحي بين الأموات».
قال ابن أبي حاتم: حسان بن أبي سنان، روى عن الحسن. أخرجه أبو موسى مختصراً.

## اسمه ومولده
هو حسان بن أبي سنان بن أبي أوفى بن عوف التنوخى، من أعلام القرن الأول الهجري.. وكان له دور في الترجمة حيث كان يكتب بالعربية والفارسية والسريانية. ولد سنة 60 هـ، وكان نصرانيًا ثم أسلم، وهو من أهل الأنبار وقد رأى أنس بن مالك رضى الله عنه كما أدرك الدولتين «الأموية»، و«العباسية». وكان حسَّان شديد الورع، حافظ الطرف واللسان، رابط القلب والجنان. من أقواله: «ذاكر الله في الغافلين، كالمقاتل عن المدبرين.» تُوفى سنة 180 هـ.